# Том и Джери: Малките помощници на Дядо Коледа
„Том и Джери: Малките помощници на Дядо Коледа“ (на английски: Tom and Jerry: Santa's Little Helpers) е американски анимационен специален филм, директно на DVD през 2014 г. с участието на Том и Джери и специалния коледен епизод на „Шоуто на Том и Джери“ (The Tom and Jerry Show), продуциран от Warner Bros. Animation. Той е предоставен като част от едноименен DVD комплект с 2 диска, който също съдържа 29 други анимации и епизоди на Том и Джери от „Приказки за Том и Джери“ (Tom and Jerry Tales), на 7 октомври 2014 г.
На 13 август 2020 г. беше обявено, че филмът ще бъде пуснат на Blu-ray, в комбинация с „Том и Джери: Лешникотрошачката“ (Tom and Jerry: A Nutcracker Tale) на 27 октомври 2020 г.

## Сюжет
Джери и Тъфи живеят добрия живот в работилницата на Дядо Коледа, до злополучния ден, в който Том е спасен от семейство Коледа. Когато Том е в къщата, на Северния полюс настъпва весел хаос, но когато прахът се уталожи, разрушителното дуо трябва да работи заедно, за да спаси Коледа и да научи истинския смисъл на приятелството.

## Озвучаващ състав
| Роля                                                  | Изпълнител                              |
| ----------------------------------------------------- | --------------------------------------- |
| Том и Джери (архивно аудио, не е посочен в надписите) | Уилям Хана                              |
| Том и Джери                                           | Рич Данхакъл (не е посочен в надписите) |
| Синди                                                 | Ники Брайър                             |
| Дядо Коледа                                           | Марк Хамил                              |
| Госпожа Коледа                                        | Еди Макклърг                            |
| Тъфи                                                  | Кат Суси                                |
| Дяволът и ангелът на Том                              | Рик Циф                                 |
| Елфи                                                  | Франк Уелкър (не е посочен в надписите) |
| Допълнителни гласове                                  | Ерик Бауза Том Кени                     |

## В България
В България филмът е излъчен по HBO през 2015 г. с български войсоувър дублаж на Доли Медия Студио. Екипът се състои от:
| Преводач           | Кати Бобева                                            |
| Тонрежисьор        | Ясен Пенчев                                            |
| Озвучаващи артисти | Мими Йорданова Явор Караиванов Петър Бонев Росен Русев |

През 2021 г., филмът е излъчен по Бумеранг с български нахсинхронен дублаж.